# 伍德維爾鎮區 (伊利諾伊州格林縣)
伍德維爾鎮區（英語：Woodville Township）是位於美國伊利諾伊州格林縣的一個行政鎮區。

## 地方資料
根據2010年美國人口普查的數據，伍德維爾鎮區的面積為124.90平方千米，當中陸地面積為122.80平方千米，而水域面積為2.10平方千米。當地共有人口225人，而人口密度為每平方千米1.8人。